# Трацевичи
Трацевичи (бел. Трацэвічы) — деревня в Городищенском сельсовете Барановичского района Брестской области Белоруссии. Население — 34 человека (2023).

## География
Расположена в 35 км по автодорогам к северу от центра города Барановичи и в 11 км по автодорогам к северо-востоку от центра сельсовета, городского посёлка Городище. К западу от деревни протекает река Нитка, правый приток реки Сервеч, а к востоку — река Трацевка, которая берёт своё начало в Трацевском лесу. К северо-востоку от деревни находятся кладбище и зона сельскохозяйственного производства.

## История
Деревня обозначена на карте Шуберта первой половины XIX века как Трясовичи, имела 24 двора.
В 1893 году — по-прежнему 24 двора. По данным 1909 года — деревня (25 дворов, 194 жителя) и имение (1 двор, 13 жителей) Циринской волости Новогрудского уезда Минской губернии.
С 1921 года в составе Польши, в гмине Цирин Новогрудского повета Новогрудского воеводства. По переписи 1921 года в деревне проживало 96 человек (44 мужчины, 52 женщины) в 11 жилых и 6 прочих обитаемых зданиях, из них 64 белоруса, 31 поляк и 1 прочий (по вероисповеданию — 60 православных и 36 римских католиков).
С 1939 года в составе БССР, с 15 января 1940 года в Городищенском районе Барановичской, с 8 января 1954 года Брестской области, с 25 декабря 1962 года в Барановичском районе.
С конца июня 1941 по июль 1944 года оккупирована немецкими войсками.
До 26 июня 2013 года входила в состав Карчёвского сельсовета.

## Население
По состоянию на 1 января 2023 года в деревне проживало 34 человека в 18 хозяйствах, в том числе 2 моложе трудоспособного возраста, 16 — в трудоспособном возрасте и 16 — старше трудоспособного возраста.
| Численность населения (по переписи) | Численность населения (по переписи) | Численность населения (по переписи) | Численность населения (по переписи) | Численность населения (по переписи) | Численность населения (по переписи) | Численность населения (по переписи) |
| 1909                                | 1921                                | 1959                                | 1970                                | 1999                                | 2009                                | 2019                                |
| ----------------------------------- | ----------------------------------- | ----------------------------------- | ----------------------------------- | ----------------------------------- | ----------------------------------- | ----------------------------------- |
| 207                                 | ↘96                                 | ↗202                                | ↗214                                | ↘134                                | ↘69                                 | ↘36                                 |